# Tysklands kommunistiska parti
Tysklands kommunistiska parti (tyska: Kommunistische Partei Deutschlands, KPD), grundat 30 december 1918 – 1 januari 1919 av Spartacusförbundet, var det kommunistiska partiet i Tyskland under Weimarrepubliken. Det var fram till Hitlers maktövertagande 1933 det största kommunistpartiet utanför Sovjetunionen.

## Historia
Tysklands kommunistiska parti (KPD) grundades vid partiets första kongress, i Berlin från den 30 december 1918 till den 1 januari 1919. Initiativtagare var Spartacusförbundet, som bröt sig ur Tysklands oberoende socialdemokratiska parti (USPD), i sig ett utbrytarparti från Tysklands socialdemokratiska parti (SPD). Partiets första ledare, Karl Liebknecht och Rosa Luxemburg, mördades under det kommunistiska uppror som kvästes i januari 1919. Ernst Thälmann övertog därefter ledarskapet för det tyska kommunistpartiet. Partiet förbjöds av den nazistdominerade riksdagen 1933, formellt eftersom det fick skulden för riksdagshusbranden; detta var ett av de första stegen i nazisternas maktövertagande. 

### Östtyskland
Efter kriget slogs partiet samman i den sovjetiska ockupationszonen i april 1946 med socialdemokraterna till Tysklands socialistiska enhetsparti (tyska: Sozialistische Einheitspartei Deutschlands, akronym: SED), det vill säga i den östra zonen av Tyskland, som 1949 kom att bli Tyska demokratiska republiken (DDR). Detta parti blev det statsbärande partiet i Tyska demokratiska republiken.

### Västtyskland
I Västtyskland var partiet representerat i förbundsdagen 1949–1953, men förbjöds 1956, på samma sätt som NSDAP och Socialistiska rikspartiet förbjöds, eftersom det av den västtyska staten anklagades för att vara ett hot mot demokratin; den tyska grundlagen innehåller en sådan möjlighet att förbjuda organisationer som staten anser motarbeta demokratin. Senare, från slutet av 1960-talet och framåt, har dock nya kommunistiska partibildningar dykt upp i såväl Västtyskland (Deutsche Kommunistische Partei) som det sedan 1990 återförenade Tyskland (Die Linkspartei) som inte har förbjudits då de förespråkar demokrati.